# Agilbert de Paris
Pour les articles homonymes, voir Agilbert.
Agilbert (fl. vers 650 – vers 680) est un prélat d'origine franque. Il est l'évêque du royaume anglo-saxon du Wessex dans les années 650, puis devient évêque de Paris dans les années 660.

## Biographie

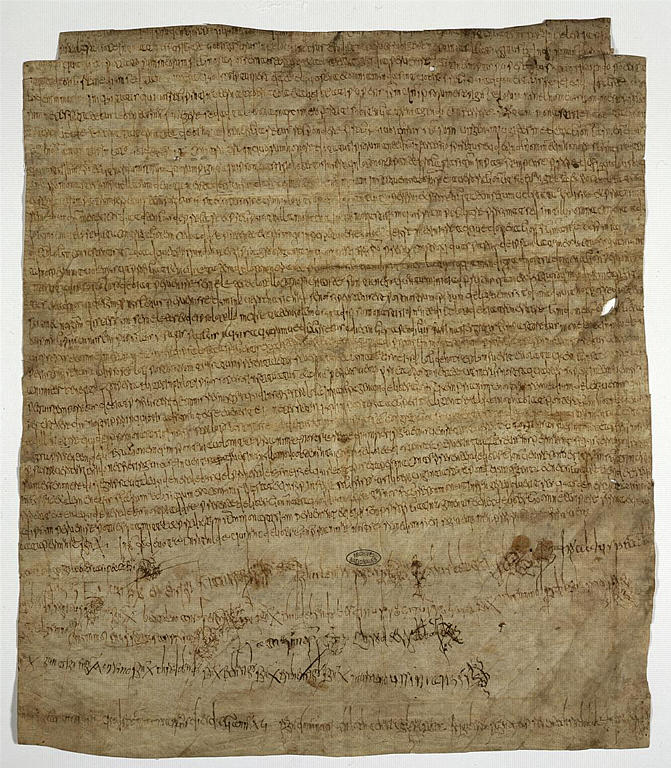
Charte de 673 signée par Agilbert, alors évêque de Paris, en tant que témoin (Archives nationales, K 2 n° 10)

Agilbert est originaire du royaume des Francs. Son nom est l'équivalent du vieil anglais Æthelberht, ce qui évoque les liens étroits entre les Mérovingiens et la famille royale du royaume du Kent.
Selon Bède le Vénérable, il séjourne un certain temps en Irlande avant d'être invité par le roi Cenwalh de Wessex à succéder à Birinus, premier évêque des Saxons de l'Ouest. Cenwalh finit par se lasser du « parler barbare » de l'évêque, et le diocèse des Saxons de l'Ouest est séparé en deux avec la création du siège de Winchester. Offusqué, Agilbert quitte le Wessex.
Par la suite, Agilbert ordonne prêtre Wilfrid et participe au concile de Whitby en 664, où il défend la cause de l'Église de Rome. Il devient évêque de Paris vers 666. Quelques années plus tard, lorsque Cenwalh lui propose le siège de Winchester, il décline l'offre et envoie son neveu Leuthère à sa place.
Agilbert meurt à une date inconnue entre 679 et 690. Il est inhumé à l'abbaye de Jouarre, auprès de sa sœur l'abbesse Théodechilde. En tant que saint, il est fêté le 11 octobre.[réf. souhaitée]